# Cassoday (Kansas)
Cassoday é uma cidade localizada no estado americano de Kansas, no Condado de Butler.

## Demografia
Segundo o censo americano de 2000, a sua população era de 130 habitantes. Em 2006, foi estimada uma população de 131 habitantes, um aumento de 1 habitante (0.8%).

## Geografia
De acordo com o United States Census Bureau tem uma área de 0,9 quilômetros quadrados, dos quais 0,9 quilômetros quadrados cobertos por terra e 0,0 quilômetros quadrados cobertos por água. Cassoday localiza-se a aproximadamente 449 metros acima do nível do mar.

## Localidades na vizinhança
O diagrama seguinte representa as localidades num raio de 36 quilômetros ao redor de Cassoday.